# Уиган Атлетик
«Уи́ган Атле́тик» (полное название — Футбольный клуб «Уиган Атлетик»; англ. Wigan Athletic Football Club, английское произношение: [ˈwɪgən æθ'letɪk 'futbɔ:l klʌb]) — английский профессиональный футбольный клуб из города Уиган, графство Большой Манчестер.
Был основан в 1932 году. В 1978 году вступил в Футбольную лигу. С 2005 по 2013 год выступал в Премьер-лиге. В 2013 году выиграл Кубок Англии, обыграв в финальном матче «Манчестер Сити».
Выступает в Лиге 1, третьем по значимости дивизионе в системе футбольных лиг Англии.
Домашние матчи с 1999 года проводит на стадионе «Ди-дабл-ю» (ранее известном под названием «Джей-джей-би»).
Традиционная форма клуба, в которой команда выступает с первых своих дней, включает сине-белые футболки с вертикальными полосами и синие шорты с белыми гетрами.

## История клуба

### Первые годы существования
«Уиган Атлетик» был основан в 1932 году и на сегодняшний день является одной из самых молодых команд, когда-либо выступавших в английской Премьер-лиге. К началу 30-х годов город Уиган славился только своими регбийными достижениями, благодаря местной команде «Уиган Уорриорз». Сформировать футбольный клуб удалось лишь после шести неудач, до этого распалось пять футбольных команд: «Уиган Каунти», «Уиган Юнайтед», «Уиган Таун», «Уиган Роверс» и «Уиган Боро». В итоге именно шестая попытка оказалось самой долговременной.
«Спрингфилд Парк», бывший стадион команды «Уиган Боро», в итоге стал домашней ареной «Уиган Атлетик», и вскоре после этого клуб был зачислен в Cheshire County League (Северо-западная местная футбольная лига). В своей ранней истории «Уиган Атлетик» добился своего самого значительного успеха в Кубке Англии. В сезоне 1934/35 годов клуб победил «Карлайл Юнайтед» со счётом 6:1, установив рекорд Кубка Англии — самый крупный счёт при победе любительской команды над профессиональной (Рекорд повторили «Бостон Юнайтед» в 1955 году и «Херефорд Юнайтед» в 1957 году). В 1945 году «Уиган Атлетик» пробился в Lancashire Combination.

### Путь вверх
Попадания в систему английских профессиональных лиг клубу пришлось ждать более сорока лет, и всё это время команде пришлось выступать в различных полупрофессиональных дивизионах. в 1950 году «Уиган Атлетик» был близок к попаданию в Футбольную лигу, а в 1961 году клуб вернулся в Cheshire County League. В 1968 году «Уиган» был одним из основателей Northern Premier League, которая с 1994 года стала называться UniBond League.
В итоге после 34 проваленных выборов в принятии в Футбольную лигу Англии, включая отчаянную попытку попасть хотя бы во вторую лигу Шотландии в 1972 году, «Уиган Атлетик» в итоге был выбран в Футбольную лигу в 1978 году.
В 1995 году команду приобрёл известный в прошлом футболист, а ныне местный бизнесмен Дэйв Уилан. Будучи уроженцем городка Уиган, новый президент клуба амбициозно заявил, что хочет видеть клуб в Премьер-лиге, что для многих звучало шуткой — средняя посещаемость матчей команды составляла около 1500 человек. Благодаря своим связям в Испании Уилану удалось привлечь в команду трёх игроков-испанцев — ими стали Исидро Диас, Хесус Себа и Роберто Мартинес. Тройка испанцев олицетворяла на поле амбиции клуба и вошла в его историю под именем «Три амиго» (англ. Three Amigos). Впоследствии Мартинес и Диас стали первыми испанцами, сыгравшими в Кубке Англии.
В 1997 году команда добилась чемпионства в четвёртом дивизионе, а в 1999 году «Уиган» уступил «Манчестер Сити» в плей-офф за выход во второй дивизион. Этот результат заставил руководство сменить главного тренера Рэя Матиаса. Но новый специалист так же не смог преодолеть финал плей-офф, где команда на легендарном стадионе «Уэмбли» уступила «Джиллингему».
В 2001 году главным тренером был назначен специалист, который в прошлом пять лет отыграл в «Уигане» на позиции форварда — Пол Джуэлл. Первый сезон ушёл на адаптацию, но уже в сезоне 2002/03 команда в блистательном стиле завоевала золото Первой Футбольной лиги. В своём первом сезоне в Чемпионате Футбольной лиги команде не хватило всё лишь одного гола, чтобы попасть в зону плей-офф. Однако уже в следующем розыгрыше клуб смог финишировать вторым в турнирной таблице, тем самым обеспечив себе место в элите. Уилан добился своей цели ровно через 10 лет.

### Премьер-лига и Кубок Англии
Новичок Премьер-лиги считался верным претендентом на выбывание, но команде удалось сотворить чудо. «Уиган Атлетик» выдал впечатляющую серию победных матчей и к ноябрю 2005 года занимал второе место в турнирной таблице. Клуб также смог добраться до финала Кубка лиги, в котором проиграл 0:4 «Манчестер Юнайтед». В конце сезона «Уиган» сбавил в игре и занял в итоге десятое место, которое до сих пор остаётся лучшим для клуба. Следующий сезон 2006/07 годов команда провела менее успешно. На протяжении всего сезона команда боролась за выживание в элите, апогеем которого стал матч последнего тура в Шеффилде против местного клуба «Шеффилд Юнайтед». Хозяевам для сохранения прописки в АПЛ нужно было хотя бы сыграть вничью, Уиган устраивала только победа. Драматичнейший поединок завершился со счётом 2:1 в пользу гостей, решающий гол забил Дэвид Ансуорт, который начинал сезон, будучи игроком «Шеффилд Юнайтед», а «Уиган Атлетик» остался в элите английского футбола. Менеджер Пол Джуэлл сразу после этого триумфа объявил об отставке. Вакантное место занял его помощник Хатчингс, который решил сделать ставку на известных игроков и их опыт, вследствие чего в команде появились Марио Мельхиот, Тайтус Брамбл, Денни Ландзат и другие. Однако, несмотря на приобретения, вскоре команда оказалась в опасной зоне выбывания, и главный тренер был уволен. 19 ноября 2007 года команду возглавил Стив Брюс. Главной задачей для него было остаться в Премьер-лиге, и специалист выполнил её с успехом, гарантировав тем самым себе место в команде на будущий год, особенно после почётной выездной ничьей с лондонским «Челси». По итогам сезона 2007/08 «Уиган Атлетик» занял 14-е место.
В июле 2009 года команду возглавил легенда клуба Роберто Мартинес, который сыграл за клуб более 200 матчей за 6 лет. По итогам сезона команда заняла 16-е место.
В следующем сезоне 2010/11 команда заняла тоже 16-е место. В сезоне 2011/12 годов несмотря на неудачный старт «атлеты» провели отличный финишный рывок, победив куда более сильные «Манчестер Юнайтед» 1:0 дома, «Арсенал» 2:1 на выезде, «Ньюкасл» 4:0 дома и «Ливерпуль» 2:1 на выезде, заняла 15-е место, опередив даже «Астон Виллу».
11 мая 2013 года «Уиган» выиграл первый трофей в своей истории — кубок Англии. В финале был повержен «Манчестер Сити» со счётом 1:0. Победный мяч в компенсированное ко второму тайму время (90+1) после подачи углового забил Бен Уотсон.

### Полоса неудач
Спустя 3 дня после победы в Кубке Англии «Уиган» в предпоследнем туре Премьер-Лиги проиграл со счётом 1:4 на выезде «Арсеналу» (который в боролся с Тоттенхэмом за четвёртое место, позволяющее квалифицироваться в Лигу чемпионов) и официально выбыл с 18-го места в Чемпионшип. Сезон 2013/14 там «Уиган» провёл достойно, заняв 5 место, но проиграл «Куинз Парк Рейнджерс» в серии плей-офф за выход в Премьер-лигу. Завоевание того кубка обеспечило клубу дебют в Лиге Европы, где он занял в своей группе последнее место, 4-е, из 6 матчей выиграв 1 и проиграв 3. В текущем кубке Англии «Уиган» добился второго результата своих выступлений в этом турнире, дойдя до полуфинала.
В сезоне 2014/15 у клуба начались проблемы — расистские скандалы, смена руководства и тренеров по ходу сезона: Уве Рёслер, Малки Маккай и Гэри Колдуэлл, который лишь зимой 2015 года, после 5 лет в клубе, прекратил выступать за «Уиган» как игрок и был назначен на роль главного тренера в апреле 2015 года, став самым молодым в истории лиги. Клуб по итогам сезона выбыл в Лигу 1. В последующие годы «Уиган» то поднимался обратно, то выбывал сразу или через сезон.

## Достижения
- Чемпионшип Английской футбольной лиги
  - Вице-чемпион: 2004/05
- Третий дивизион
  - Победитель (2): 2015/16, 2017/18
- Второй дивизион
  - Победитель: 2002/03
- Третий дивизион
  - Победитель: 1996/97
- Кубок Англии
  - Обладатель: 2013
- Кубок Футбольной лиги
  - Финалист: 2006
- Трофей Футбольной ассоциации
  - Финалист: 1973
- Трофей Футбольной лиги
  - Обладатель (2): 1985, 1999